# 圣杰尔瓦西奥-布雷西亚诺
圣杰尔瓦西奥-布雷西亚诺（義大利語：San Gervasio Bresciano）是意大利布雷西亚省的一个市镇。总面积10平方公里，人口2375人，人口密度237.5人/平方公里（2009年）。国家统计（ISTAT）代码为017172。